# Barrio negro
Barrio negro é o segundo álbum solo do violonista flamenco Tomatito.
| Críticas profissionais                                                      | Críticas profissionais |
| Avaliações da crítica                                                       | Avaliações da crítica  |
| Fonte                                                                       | Avaliação              |
| --------------------------------------------------------------------------- | ---------------------- |
| Allmusic                                                                    | [ 1 ]                  |
| Esta tabela precisa de ser acompanhada por texto em prosa. Consulte o guia. |                        |

## Faixas
Todas as músicas por Tomatito, exceto quando indicadas.
1. "Barrio negro" – 3:51
2. "La voz del tiempo" (Juan Carmona/Tomatito) (com Camarón) – 4:08
3. "Cañailla" (Juan Antonio Salazar/Tomatito) – 4:22
4. "Armonias del Romañe" – 3:45
5. "A mi tío "El Niño Miguel"" – 5:58
6. "Caminillo viejo" – 4:17
7. "Callejón de las canteras" – 4:56